# U-Bahnhof Scharnweberstraße

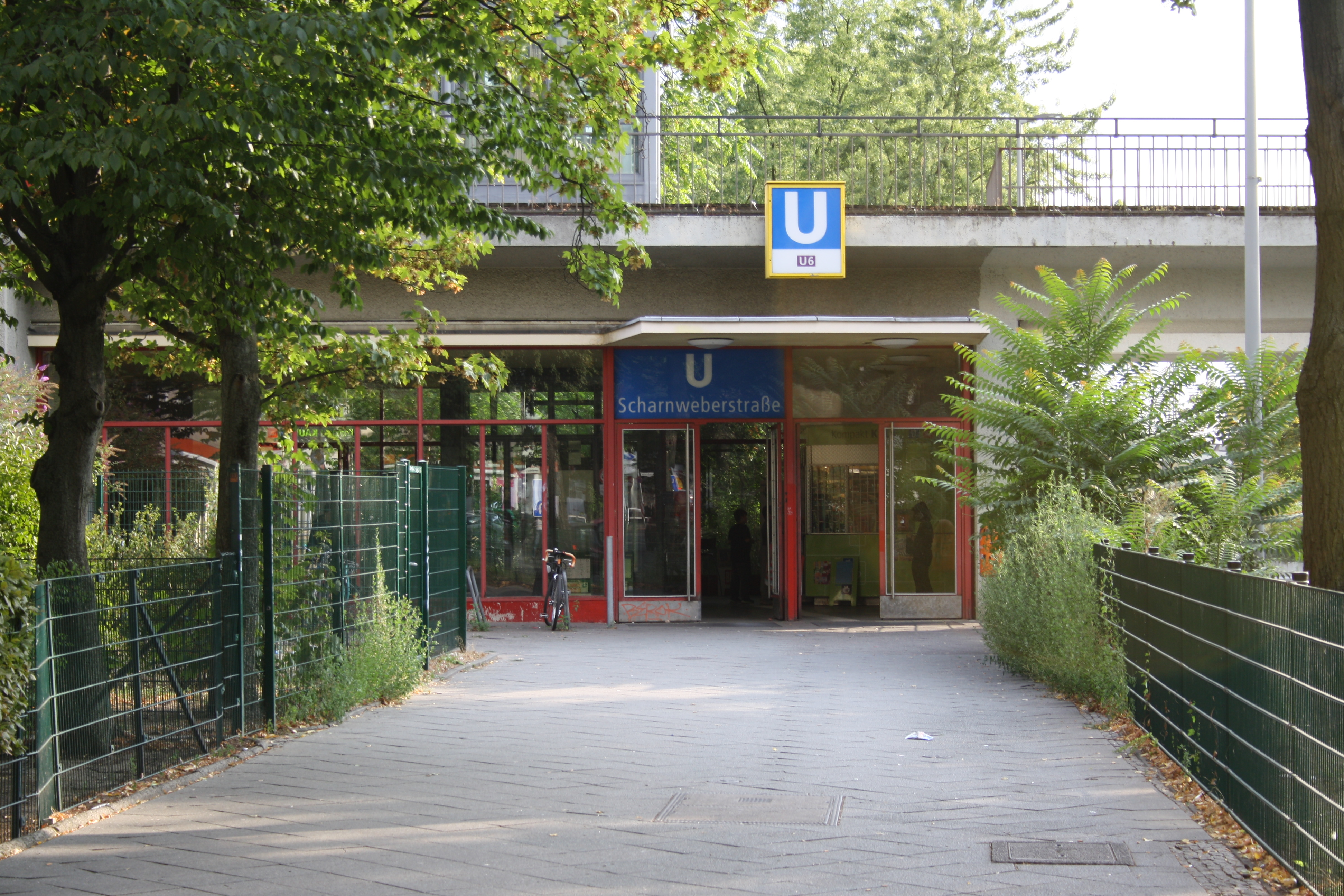
Verglaste Halle des westlichen Zugangs am Eichborndamm

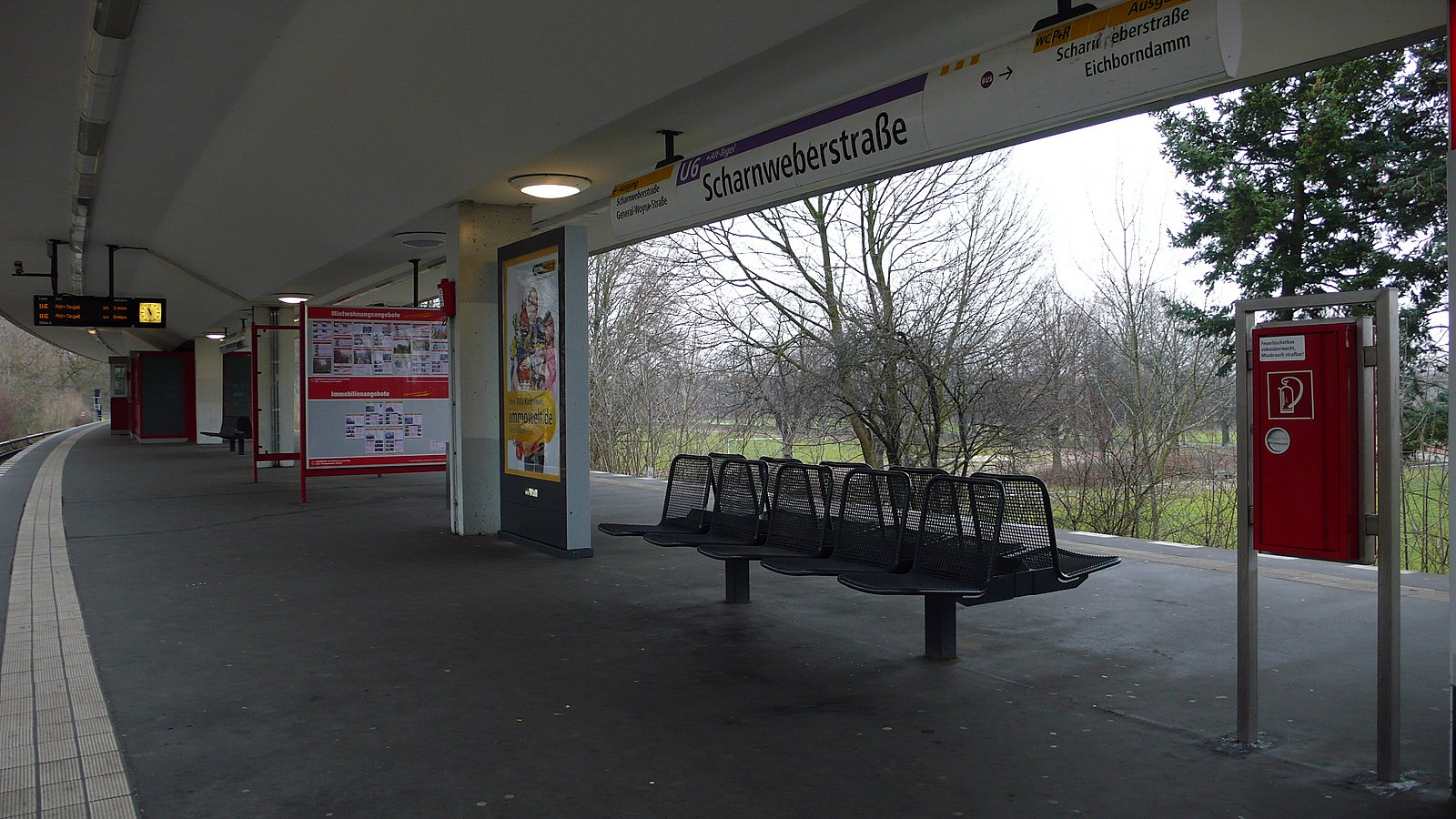
Bahnsteig des U-Bahnhofs Scharnweberstraße, Blick nach Osten

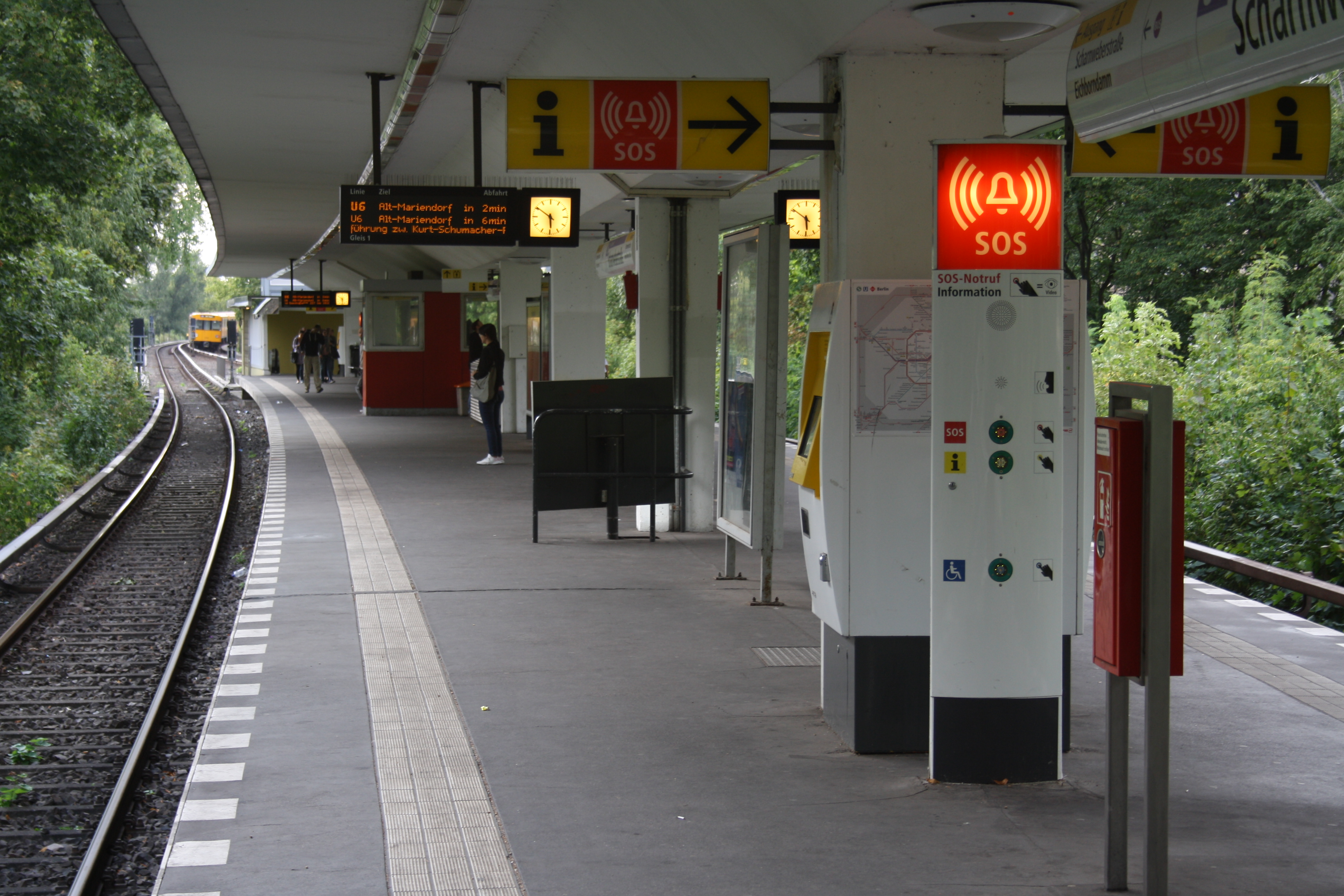
Bahnsteig des U-Bahnhofs Scharnweberstraße, Blick nach Westen

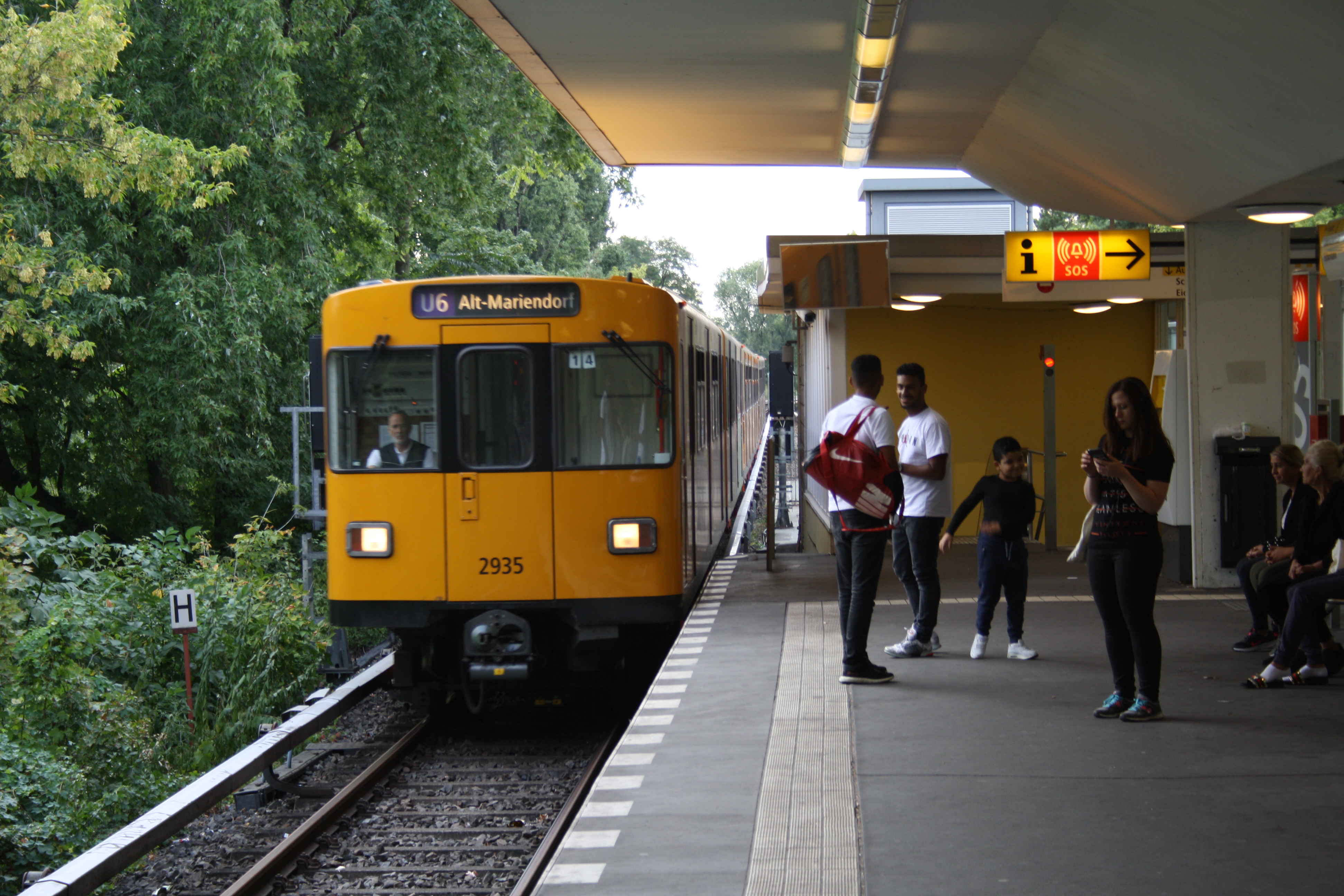
Westlicher Zugang, südwärts einfahrender Zug der Baureihe F92

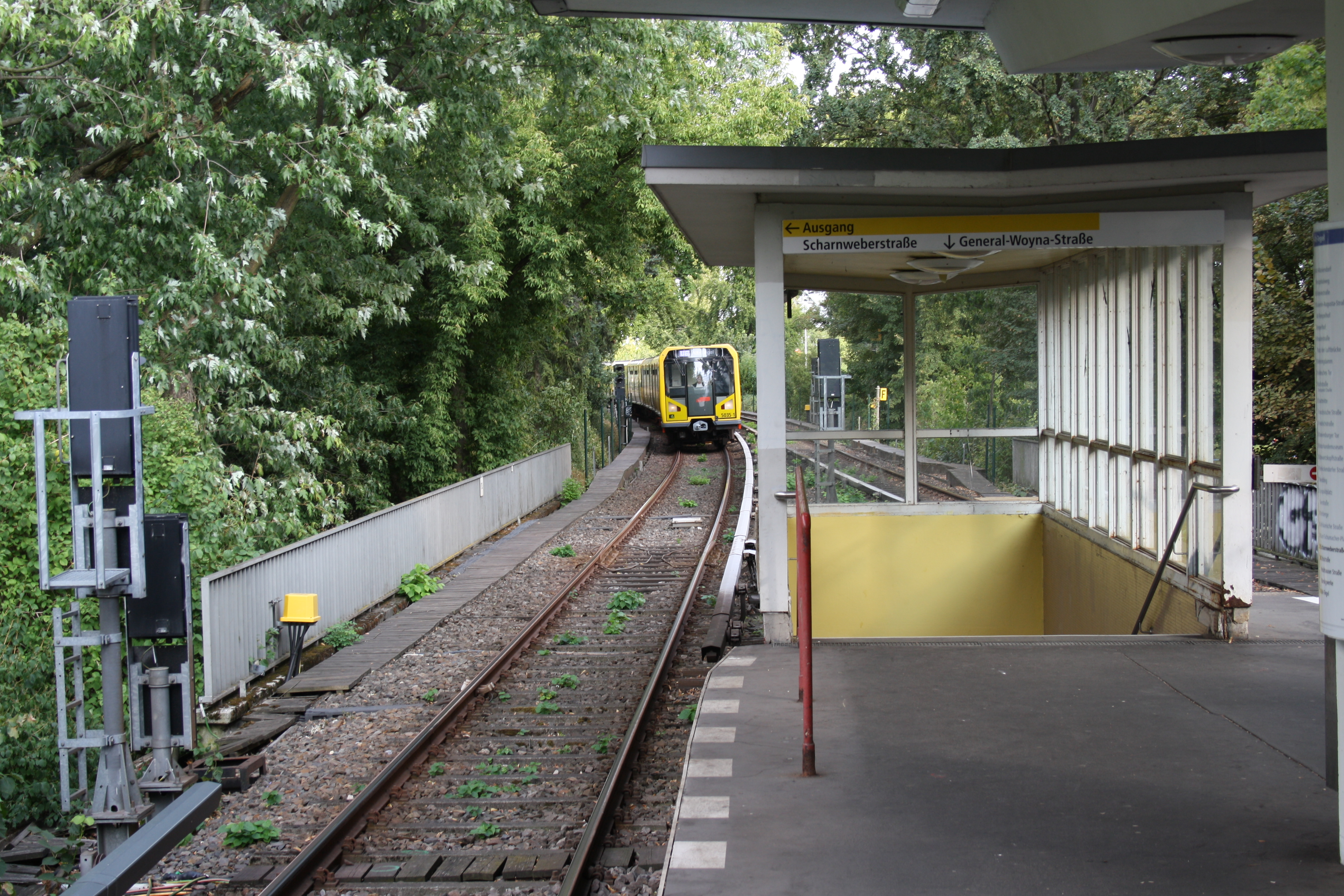
Östlicher Zugang mit einfahrendem Zug der Baureihe H

Der U-Bahnhof Scharnweberstraße ist eine Station der Linie U6 der Berliner U-Bahn. Er ist – vom Stadtzentrum aus gesehen – der erste von drei auf einer Dammstrecke angelegten oberirdischen U-Bahnhöfen dieser Linie. Im Bahnhofsverzeichnis der Berliner Verkehrsbetriebe (BVG) wird der U-Bahnhof mit dem Kürzel Scha geführt.

## Lage und Beschreibung
Die Station liegt im Berliner Ortsteil Reinickendorf des gleichnamigen Bezirks, am südlichen Ende des Eichborndamms und südlich parallel zur Scharnweberstraße. Sie ist 824 Meter vom U-Bahnhof Otisstraße und 1053 Meter vom U-Bahnhof Kurt-Schumacher-Platz entfernt. Unmittelbar westlich der Station überquert die Strecke auf zwei Brücken die seit 1975 zum Eichborndamm führenden bzw. von der Antonienstraße kommenden Ab- und Zufahrten der Anschlussstelle Eichborndamm der Bundesautobahn 111. Für die erstgenannte Brücke konnte aufgrund der ausreichenden Breite ein zu einem nahen Sportgelände führendes, bereits existierendes Bauwerk genutzt werden.
Der auf einer Dammschüttung errichtete U-Bahnhof verfügt über einen mit Stahlbeton überdachten, leicht gekrümmten Mittelbahnsteig. Als einziger auf der Dammstrecke dieser Linie besitzt er an beiden Bahnsteigenden einen Ausgang, der – bedeutendere – westliche führt in eine verglaste Vorhalle. Der 109,6 Meter lange Bahnsteig liegt in einer Höhe von 7,21 Meter, er ist 8,30 Meter breit. Da man unterschiedliche Setzungen des Erdreichs befürchtete, sind die Mittelstützen der schmetterlingsförmigen Bahnsteigüberdachung durch den Damm hindurch gegründet.
Die Gestaltung des U-Bahnhofs ist zweckmäßig, die Außenbereiche sind mit beigefarbenen Spaltkeramikplatten verkleidet. In der Vorhalle und an den Bahnsteigaufbauten dominieren blaugraue Kleinmosaikfliesen, die dortigen Metallteile erhielten eine rote Kennfarbe. Der östliche Ausgang führt nur nach Norden, zum Sportgelände hin war er nie für den Durchgang geöffnet. Anstelle der ursprünglichen Verglasung ist die – aus baustatischer Sicht sinnvolle – Öffnung heute vergittert.

## Geschichte
Arbeitstitel während des Baus war „Sportplatz“, auch in offiziellen Stadtplänen wurde der entstehende U-Bahnhof so bezeichnet. Am 31. Mai 1958 wurde er – nicht unter dem Namen des nahen Eichborndamms, sondern als Scharnweberstraße (Eichborndamm) – eröffnet. Diese Bezeichnung wurde gewählt, um Verwechslungen mit dem S-Bahnhof Eichborndamm (damals noch unzutreffend Eichbornstraße genannt) zu vermeiden. Die namengebende Scharnweberstraße ist ca. 90 Meter entfernt. Der Jurist und Politiker Carl-August Scharnweber (1816–1894) kümmerte sich als Landrat erfolgreich um die verkehrliche Erschließung des bis 1920 noch zum Kreis Niederbarnim gehörenden Gebiets.
1965 wurde am westlichen Zugang eine Rolltreppe nachgerüstet. Seit dem 7. Dezember 2010 verfügt der U-Bahnhof über eine Aufzugsanlage für einen barrierefreien Zugang. Die Kosten dafür beliefen sich auf 1,2 Millionen Euro.
Ursprünglich sollte ab 2020 der stark in der Bausubstanz beschädigte Bahnsteig und das Dach saniert werden. Vorgesehen ist dies nun im Zuge der Grundsanierung und -instandsetzung des Streckenabschnittes zwischen Kurt-Schumacher-Platz und Alt-Tegel ab Februar 2023.

## Anbindung
| Linie | Verlauf |
| ----- | --- |
|       | Alt-Tegel – Borsigwerke – Holzhauser Straße – Otisstraße – Scharnweberstraße – Kurt-Schumacher-Platz – Afrikanische Straße – Rehberge – Seestraße – Leopoldplatz – Wedding – Reinickendorfer Straße – Schwartzkopffstraße – Naturkundemuseum – Oranienburger Tor – Friedrichstraße – Unter den Linden – Stadtmitte – Kochstraße – Hallesches Tor – Mehringdamm – Platz der Luftbrücke – Paradestraße – Tempelhof – Alt-Tempelhof – Kaiserin-Augusta-Straße – Ullsteinstraße – Westphalweg – Alt-Mariendorf |

Am U-Bahnhof bestehen Umsteigemöglichkeiten von der Linie U6 zur Omnibuslinie 221 der BVG.